# La Candelera de l'Ametlla de Mar
La Candelera de l'Ametlla de Mar és una església de l'Ametlla de Mar construïda al segle xix i protegida com a bé cultural d'interès local.

## Descripció
És una església d'una sola nau força elevada amb contraforts laterals, entre els quals s'encabeixen capelles d'alçada més baixa que la de la nau. Per damunt d'elles s'obren diverses finestres que il·luminen directament la nau. La coberta és a dues vessants.
La façana principal és coronada per un frontó triangular i presenta tres ulls de bou, dos als costats més petits i un al centre més gros emmarcat amb un guardapols que ressegueix tot el contorn de l'edifici. La porta és estructurada per dos arcs de mig punt fets de maons i disposats en degradació. A la banda dreta hi ha una creu.
Destaca el campanar, de base quadrada i situat a la banda esquerra de la façana principal. És format per dos cossos de secció quadrada, dels quals el superior és més reduït. És en aquest cos on s'obren les finestres, d'arc de mig punt, que allotgen les campanes. Com a separació entre els dos cossos hi ha una línia d'imposta motllurada que es torna a repetir com a coronament dels murs. Les quatre façanes de la torre mostren coronaments triangulars com el de la façana principal de l'església.
Tant la façana principal com la torre del campanar tenen els murs arrebossats i pintats.